# Graviton
Gravitonen är, i en kvantmekanisk beskrivning av gravitationen, den förmodade budbärarpartikeln för gravitationskraften. För att passa in i nuvarande teorier bör gravitonens vilomassa vara noll och dess spinn 2, vilket skulle göra den till en boson. Då gravitonen enligt teorin har vilomassan noll skulle den färdas med ljusets hastighet. Man har dock inte lyckats observera gravitonen experimentellt ännu. Orsaken till detta är att den enligt rådande teorier har en energinivå på över 100 gånger de nivåer som idag kan uppnås i laboratorier (partikelacceleratorer). En indikation på att gravitonen trots allt existerar är den sannolikt upptäckta Higgspartikeln med en energi i området 125-126 GeV.